# فایوم (استان لهستان بزرگ‌تر)
فایوم (به لهستانی:  Fajum) یک روستا در لهستان است که در گمینا بژژنه (استان لهستان بزرگ‌تر) واقع شده‌است.

شاید با FiveM اشتباه گرفته شود